# Conversazione con J. K. Rowling
Conversazione con J. K. Rowling è un libro di Lindsey Fraser, la biografia autorizzata della scrittrice inglese J. K. Rowling.
Il libro è suddiviso in tre parti: la prima è la vera e propria biografia dell'autrice; la seconda è uno sguardo d'insieme sui libri di Harry Potter, scritti dalla Rowling; la terza è una raccolta di articoli riguardo alla saga.
La sezione biografica è strutturata come un'intervista: l'autrice pone delle domande alla Rowling, la quale risponde spiegando aspetti della sua vita o dei suoi libri.

## Edizioni
- Lindsey Fraser, Conversazione con J. K. Rowling, traduzione di Valentina Daniele, Ponte alle Grazie, 2002,  p. 93, ISBN 88-7928-615-3.